# Sainte-Maxime
Sainte-Maxime – miejscowość i gmina we Francji, w regionie Prowansja-Alpy-Lazurowe Wybrzeże, w departamencie Var.
Według danych na rok 1990 gminę zamieszkiwało 10 015 osób, a gęstość zaludnienia wynosiła 123 osoby/km² (wśród 963 gmin regionu Prowansja-Alpy-W. Lazurowe Sainte-Maxime plasuje się na 70. miejscu pod względem liczby ludności, natomiast pod względem powierzchni na miejscu 60.).

## Współpraca
Miejscowość partnerska:
- Anderlecht, Belgia